# Leonid Sjtejn
Leonid Sakharovitj Sjtejn eller transskriberet som Leonid Stein (russisk: Леонид Захарович Штейн tr. Leonid Sakharovitj Sjtejn ; født 12. november 1934 i Kamenets-Podolsk i den ukrainske del af Sovjetunionen, død 4. juli 1973 i Moskva) var en sovjetisk skakstormester og skakskribent. Han fik et sent gennembrud, men var blandt verdens bedste skakspillere fra starten af 1960'erne til sin død.

## Biografi
Leonid Stein tjente i Den Sovjetiske Hær og delte i 1955 og 1956 førstepladsen ved militærmesterskaberne i skak. Han opnåede først relativt sent (i 1958) den sovjetiske mestertitel, som gav adgang til at spille om Sovjetmesterskabet, hvor han debuterede i 1959.

### Tre gange tæt på kandidatturneringen
Han vandt det ukrainske mesterskab i 1960 og 1962; derimellem lå hans gennembrud ved Sovjetmesterskabet i 1961, hvor han med en tredjeplads kvalificerede sig til interzoneturneringen i Stockholm. Her blev han efter at have delt sjettepladsen sat til at spille omkamp med to andre, som han vandt. Det ville normalt kvalificere ham til kandidatturneringen, men han faldt for en regel, som hans landsmand, verdensmester Mikhail Botvinnik, havde fået indført om, at kun tre personer fra samme land kunne kvalificere sig fra interzoneturneringen til kandidatturneringen.
Samme regel ramte ham igen ved interzoneturneringen i 1964, hvor han blev nr. fem blot et halvt point fra en delt førsteplads og omkamp mod de tre landsmænd Boris Spasskij, Vassilij Smyslov og Mikhail Tal. Og da reglen blev afskaffet før interzoneturneringen i 1967, nåede han frem til en omkamp med Samuel Reshevsky, USA, og Vlastimil Hort, Tjekkoslovakiet, hvor han afslog remis i sit sidste parti, uden at vide, at remis i sidste ende ville have været nok til at kvalificere ham til kandidatturneringen.
I 1973 skulle han have deltaget i interzoneturneringen i Petrópolis, Brasilien, hvor han ville have haft gode chancer for at gå videre, han blev endda regnet for en af favoritterne til at vinde den efterfølgende kandidatturnering. Men den 4. juli (under tre uger før turneringen startede), fik han et hjerteanfald og døde i en alder af blot 38 år på Hotel Rossija i Moskva.

### Store turneringssejre
I løbet af sine ca. 12 år i skaktoppen vandt Stein tre Sovjetmesterskaber (1963, 1965 og 1970), samt store internationale turneringer i Moskva 1967, nytårsturneringen i Hastings 1967/1968, Alekhin mindeturneringen i 1971 (delt med Anatolij Karpov) og Las Palmas 1973.

### Spillestil
Leonid Stein var populær pga. sine kamppartier, der ofte gav skønhedspræmier. Han blev regnet for et angrebsgeni, men var mindre tilbøjelig til at komplicere stillingerne end f.eks. Mikhail Tal. Hans speciale var skarpe varianter med sort. Han bliver af Garri Kasparov i My Great Predecessors Vol. 3 fremhævet sammen med Tal og Spasskij som en af dem, der førte skakspillet videre fra Botvinnik og Smyslovs harmoniske spillestil, og udvidede forståelsen af skakspillet ved at ændre opfattelsen af sammenhæng mellem materiel og spillemæssig fordel.

## Bøger
- Keene, Raymond: Leonid Stein – Master of Attack, Tui Enterprises 1989, ISBN 1-84382-018-8.